# 2024년 포뮬러 원 시즌
2024 FIA 포뮬러 원 월드 챔피언십(2024 FIA Formula One World Championship)은 75번째 포뮬러 원 자동차 경주 챔피언십으로 국제 자동차 연맹이 인정하는 오픈휠 차량의 가장 높은 클래스 대회이다. 전세계에서 열리는 24개의 그랑프리로 구성되며 3월에 개막하여 12월에 종료될 예정이다.
선수들과 팀들이 월드 드라이버 챔피언과 월드 컨스트럭터 챔피언을 놓고 경쟁하며, 각각 막스 페르스타펀과 레드불 레이싱-혼다 RBPT이 방어전을 치른다.

## 엔트리
다음은 2024년 월드 챔피언십에 출전 중인 컨스트럭터와 드라이버이다. 모든 팀은 피렐리가 공급하는 타이어를 사용하며, 각 팀에서 최소 2명의 드라이버와 2대의 차량이 출전한다.
| 출전 팀                         | 컨스트럭터                    | 차체     | 파워 유닛             | 드라이버 | 드라이버                                           | 드라이버                |
| 출전 팀                         | 컨스트럭터                    | 차체     | 파워 유닛             | No.      | 이름                                               | 참가 라운드             |
| ------------------------------- | ----------------------------- | -------- | --------------------- | -------- | -------------------------------------------------- | ----------------------- |
| BWT 알핀 F1 팀                  | 알핀-르노                     | A524     | 르노 E-테크 RE24      | 10 31 61 | 피에르 가슬리 에스테반 오콘 잭 두언                | 전체 1-23 24            |
| 애스턴 마틴 아람코 F1 팀        | 애스턴 마틴 아람코-메르세데스 | AMR24    | 메르세데스-AMG F1 M15 | 14 18    | 페르난도 알론소 랜스 스트롤                        | 전체                    |
| 스쿠데리아 페라리               | 페라리                        | SF-24    | 페라리 066/12         | 16 55 38 | 샤를 르클레르 카를로스 사인스 주니어 올리버 베어먼 | 전체 2                  |
| 머니그램 하스 F1 팀             | 하스-페라리                   | VF-24    | 페라리 066/10         | 20 50 27 | 케빈 마그누센 올리버 베어먼 니코 휠켄베르크        | 1-16, 18-34 17, 21 전체 |
| 스테이크 F1 팀 킥 자우버        | 킥 자우버-페라리              | C44      | 페라리 066/12         | 24 77    | 저우관위 발테리 보타스                             | 전체                    |
| 맥라렌 포뮬러 원 팀             | 맥라렌-메르세데스             | MCL38    | 메르세데스-AMG F1 M15 | 4 81     | 랜도 노리스 오스카 피아스트리                      | 전체                    |
| 메르세데스-AMG 페트로나스 F1 팀 | 메르세데스                    | F1 W15   | 메르세데스-AMG F1 M15 | 44 63    | 루이스 해밀턴 조지 러셀                            | 전체                    |
| 비자 캐시 앱 RB F1 팀           | RB-혼다 RBPT                  | VCARB 01 | 혼다 RBPTH002         | 3 30 22  | 다니엘 리카도 리암 로슨 츠노다 유키                | 1–18 19-24 전체         |
| 오라클 레드불 레이싱            | 레드불 레이싱-혼다 RBPT       | RB20     | 혼다 RBPTH002         | 1 11     | 막스 페르스타펀 세르히오 페레즈                    | 전체                    |
| 윌리엄스 레이싱                 | 윌리엄스-메르세데스           | FW46     | 메르세데스-AMG F1 M15 | 2 43 23  | 로건 사전트 프랑코 콜라핀토 알렉산더 알본          | 1–15 16-24 전체         |
| 출처:                           |                               |          |                       |          |                                                    |                         |

## 일정
2024년 포뮬러 원 시즌은 24개 그랑프리로 진행되며 중국, 마이애미, 오스트리아, 미국, 상파울루, 카타르 그랑프리는 스프린트 레이스 포맷으로 치러진다.
| 라운드 | 그랑프리                | 서킷                                         | 레이스 일자 | 경기 결과 |
| ------ | ----------------------- | -------------------------------------------- | ----------- | --------- |
| 1      | 바레인 그랑프리         | 바레인 인터내셔널 서킷, 사키르               | 3월 2일     |           |
| 2      | 사우디아라비아 그랑프리 | 제다 코니시 서킷, 제다                       | 3월 9일     |           |
| 3      | 오스트레일리아 그랑프리 | 앨버트 파크 서킷, 멜버른                     | 3월 24일    |           |
| 4      | 일본 그랑프리           | 스즈카 서킷, 스즈카시                        | 4월 7일     |           |
| 5      | 중국 그랑프리           | 상하이 인터내셔널 서킷, 상하이               | 4월 21일    |           |
| 6      | 마이애미 그랑프리       | 마이애미 인터내셔널 오토드롬, 마이애미가든스 | 5월 5일     |           |
| 7      | 에밀리아로마냐 그랑프리 | 이몰라 서킷, 이몰라                          | 5월 19일    |           |
| 8      | 모나코 그랑프리         | 모나코 서킷, 모나코                          | 5월 26일    |           |
| 9      | 캐나다 그랑프리         | 질 빌뇌브 서킷, 몬트리올                     | 6월 9일     |           |
| 10     | 스페인 그랑프리         | 바르셀로나 카탈루냐 서킷, 문멜로             | 6월 23일    |           |
| 11     | 오스트리아 그랑프리     | 레드불 링, 스피엘베르크                      | 6월 30일    |           |
| 12     | 영국 그랑프리           | 실버스톤 서킷, 실버스톤                      | 7월 7일     |           |
| 13     | 헝가리 그랑프리         | 헝가로링, 모조로드                           | 7월 21일    |           |
| 14     | 벨기에 그랑프리         | 스파프랑코르샹 서킷, 스타블로                | 7월 28일    |           |
| 15     | 네덜란드 그랑프리       | 잔드보르트 서킷, 잔드보르트                  | 8월 25일    |           |
| 16     | 이탈리아 그랑프리       | 몬차 서킷, 몬차                              | 9월 1일     |           |
| 17     | 아제르바이잔 그랑프리   | 바쿠 시가지 서킷, 바쿠                       | 9월 15일    |           |
| 18     | 싱가포르 그랑프리       | 마리나 베이 시가지 서킷, 싱가포르            | 9월 22일    |           |
| 19     | 미국 그랑프리           | 서킷 오브 디 아메리카스, 오스틴              | 10월 20일   |           |
| 20     | 멕시코시티 그랑프리     | 에르마노스 로드리게스 서킷, 멕시코시티       | 10월 27일   |           |
| 21     | 상파울루 그랑프리       | 인터라고스 서킷, 상파울루                    | 11월 3일    |           |
| 22     | 라스베이거스 그랑프리   | 라스베이거스 스트립 서킷, 패러다이스         | 11월 23일   |           |
| 23     | 카타르 그랑프리         | 루사일 인터내셔널 서킷, 루사일               | 12월 1일    | 결과      |
| 24     | 아부다비 그랑프리       | 야스 마리나 서킷, 아부다비                   | 12월 8일    | 결과      |
| 출처:  |                         |                                              |             |           |

### 내용주
1. ↑  카를로스 사인스 주니어는 사우디아라비아 그랑프리에 출장했으나 이후 충수염으로 레이스에 결장했다.[8]
2. ↑  케빈 마그누센은 브라질 그랑프리에 출장했으나 이후 몸 상태의 문제로 인해 결장했다.[12]
3. ↑  자우버는 킥의 후원자인 스테이크의 설립자들과 스폰서십 계약을 맺었다.[14] 자우버는 세번째, 열번째 그랑프리에 "킥 자우버 F1 팀"(Kick Sauber F1 Team)으로 출전했다.[15]
4. ↑  로건 사전트는 오스트레일리아 그랑프리에 출전했으나 충돌로 인해 차량이 망가진 알렉산더 알본에게 차량을 주며 레이스에 결장했다.[30]

### 참고주
1. ↑  “"2024 FIA Formula 1 Calendar Announced"” (영어). 국제 자동차 연맹. 2023년 7월 5일. 2024년 7월 20일에 확인함.
2. ↑  “First Look: Alpine reveal 'aggressive' new A524 car for 2024 season”. 《Formula 1》. 2024년 2월 7일. 2024년 2월 13일에 원본 문서에서 보존된 문서. 2024년 2월 12일에 확인함.
3. 1 2 3  Bradley, Charles (2024년 2월 23일). “F1 testing results: Full 2024 Bahrain pre-season lap times”. 《Motorsport.com》 (영어). 2024년 2월 27일에 확인함.
4. ↑  “First Look: Aston Martin present their AMR24 to the world ahead of 2024 season”. 《formula1.com》. 2024년 2월 12일. 2024년 2월 12일에 원본 문서에서 보존된 문서. 2024년 2월 12일에 확인함.
5. ↑  “AMR24”. 《AstonMartinF1.com》. 2024년 2월 27일에 확인함.
6. ↑  “First Look: Ferrari unveil new SF-24 car ahead of the 2024 season”. 《formula1.com》. 2024년 2월 13일. 2024년 2월 13일에 원본 문서에서 보존된 문서. 2024년 2월 13일에 확인함.
7. ↑  “SF-24, the New Ferrari Single-Seater”. 《Ferrari.com》 (영어). 2024년 2월 27일에 확인함.
8. ↑  Cooper, Sam (2024년 3월 8일). “Breaking: Carlos Sainz out of Saudi Arabian GP weekend”. 《PlanetF1》 (영어). 2024년 3월 8일에 확인함.
9. ↑  “First Look: Haas showcase new look for 2024 challenger as livery is revealed”. 《formula1.com》. 2024년 2월 2일. 2024년 2월 10일에 원본 문서에서 보존된 문서. 2024년 2월 12일에 확인함.
10. ↑  “Haas to stick with Ferrari amid engine crisis”. 《Grandprix.com》. 2020년 8월 30일. 2020년 8월 30일에 원본 문서에서 보존된 문서. 2020년 8월 30일에 확인함.
11. ↑  “VF-24 Technical details”. 《haasf1team.com》. 2024년 2월 19일에 확인함.
12. ↑  “Haas confirm Magnussen out for remainder of Sao Paulo Grand Prix weekend as super-sub Bearman set to continue”. 《formula1.com》 (영어). 2024년 12월 29일에 확인함.
13. ↑  Cooper, Adam (2024년 1월 1일). “Renamed Stake F1 team reveals new logo”. 《Motorsport.com》 (영어). 2024년 1월 1일에 원본 문서에서 보존된 문서. 2024년 1월 2일에 확인함. The new identity was originally flagged in the FIA entry last month as Stake F1 Team Kick Sauber. That remains its official full identity – including the Kick Sauber chassis name – but the Swiss outfit will use the short version on a day-to-day basis.
14. ↑  “Sauber to run under Stake F1 Team name in 2024–25”. 《Motorsport.com》. 2023년 12월 15일. 2024년 3월 18일에 확인함.
15. 1 2  공식 엔트리 목록:
  - “2024 Bahrain Grand Prix – Entry List” (PDF). Fédération Internationale de l'Automobile. 2024년 2월 29일. 2024년 2월 29일에 확인함.
  - “2024 Saudi Arabian Grand Prix – P1 Classification” (PDF). Fédération Internationale de l'Automobile. 2024년 3월 7일. 2024년 3월 7일에 확인함.
  - “2024 Saudi Arabian Grand Prix – Revised Entry List” (PDF). Fédération Internationale de l'Automobile. 2024년 3월 8일. 2024년 3월 8일에 확인함.
  - “2024 Australian Grand Prix – Entry List” (PDF). Fédération Internationale de l'Automobile. 2024년 3월 22일. 2024년 3월 22일에 확인함.
  - “2024 Japanese Grand Prix – Entry List” (PDF). Fédération Internationale de l'Automobile. 2024년 4월 5일. 2024년 4월 5일에 확인함.
  - “2024 Chinese Grand Prix – Entry List” (PDF). Fédération Internationale de l'Automobile. 2024년 4월 19일. 2024년 4월 19일에 확인함.
  - “2024 Miami Grand Prix – Entry List” (PDF). Fédération Internationale de l'Automobile. 2024년 5월 3일. 2024년 5월 3일에 확인함.
  - “2024 Emilia Romagna Grand Prix – Entry List” (PDF). Fédération Internationale de l'Automobile. 2024년 5월 17일. 2024년 5월 17일에 확인함.
  - “2024 Monaco Grand Prix – Entry List” (PDF). Fédération Internationale de l'Automobile. 2024년 5월 24일. 2024년 5월 24일에 확인함.
  - “2024 Canadian Grand Prix – Entry List” (PDF). Fédération Internationale de l'Automobile. 2024년 6월 7일. 2024년 6월 7일에 확인함.
  - “2024 Spanish Grand Prix – Entry List (Corrected)” (PDF). Fédération Internationale de l'Automobile. 2024년 6월 21일. 2024년 6월 21일에 확인함.
  - “2024 Austrian Grand Prix – Entry List” (PDF). Fédération Internationale de l'Automobile. 2024년 6월 28일. 2024년 6월 28일에 확인함.
  - “2024 British Grand Prix – Entry List” (PDF). Fédération Internationale de l'Automobile. 2024년 7월 5일. 2024년 7월 5일에 확인함.
  - “2024 Hungarian Grand Prix – Entry List” (PDF). Fédération Internationale de l'Automobile. 2024년 7월 19일. 2024년 7월 19일에 확인함.
16. ↑  “First Look: Kick Sauber show off dazzling livery with a 'slew of changes' to new 2024 car”. 《Formula 1》. 2024년 2월 5일. 2024년 2월 13일에 원본 문서에서 보존된 문서. 2024년 2월 12일에 확인함.
17. ↑  “First Look: McLaren present new F1 car ahead of Silverstone shakedown”. 《Formula 1》. 2024년 2월 14일. 2024년 2월 14일에 원본 문서에서 보존된 문서. 2024년 2월 14일에 확인함.
18. ↑  Cooper, Adam (2019년 9월 28일). “McLaren's deal to use Mercedes F1 engines again from 2021 announced”. 《Autosport》 (영어). 2021년 6월 2일에 원본 문서에서 보존된 문서. 2022년 9월 17일에 확인함.
19. ↑  “First Look: Mercedes unveil their 2024 F1 car ahead of Silverstone shakedown”. 《Formula 1》. 2024년 2월 14일. 2024년 2월 14일에 원본 문서에서 보존된 문서. 2024년 2월 14일에 확인함.
20. ↑  “F1 W15 E Performance”. 《Mercedes-AMG Petronas F1 Team》. 2024년 2월 26일에 원본 문서에서 보존된 문서. 2024년 2월 27일에 확인함.
21. ↑  “AlphaTauri's new name for 2024 is confirmed”. 《Formula 1》 (영어). 2024년 1월 24일에 원본 문서에서 보존된 문서. 2024년 1월 24일에 확인함.
22. ↑  “Introducing the VCARB 01 – Entering Our New Era” (미국 영어). 2024년 2월 11일에 원본 문서에서 보존된 문서. 2024년 2월 9일에 확인함.
23. ↑  “VCARB 01 Visa Cash App RB Formula One Team”. 《VisaCashAppRB.com》. 2024년 1월 29일. 2024년 2월 27일에 확인함.
24. 1 2  “Red Bull agree deal to run Honda engine technology until 2025”. 《Formula 1》. 2021년 2월 15일. 2021년 2월 15일에 원본 문서에서 보존된 문서. 2021년 2월 15일에 확인함.
25. 1 2  Smith, Luke (2021년 7월 3일). “Honda's Sakura facility will supply Red Bull F1 engines in 2022”. 《Autosport》. 2021년 10월 23일에 원본 문서에서 보존된 문서. 2021년 7월 18일에 확인함.
26. ↑  “First Look: Red Bull unveil their new RB20 car ahead of the 2024 season”. 《Formula 1》. 2024년 2월 15일. 2024년 2월 15일에 원본 문서에서 보존된 문서. 2024년 2월 15일에 확인함.
27. ↑  “Join defending triple World Champion, Max Verstappen and Checo Pérez from the Red Bull Technology Campus in Milton Keynes as the Team gear up for another season of racing.”. 《Red Bull》 (영어). 2024년 2월 27일에 확인함.
28. ↑  “First Look: Williams present new livery for 2024 F1 season as launch season gathers pace”. 《Formula 1》. 2024년 2월 5일. 2024년 2월 11일에 원본 문서에서 보존된 문서. 2024년 2월 12일에 확인함.
29. ↑  “Williams Mercedes FW45 Technical Specification”. 《Williams Racing》 (영어). 2024년 2월 27일에 확인함.
30. ↑  “Albon to take over Sargeant's car for remainder of Australia GP weekend after FP1 shunt”. 《Formula 1》. 2024년 3월 22일. 2024년 3월 22일에 확인함.
31. ↑  “2024 FIA Formula One World Championship – Entry List”. Fédération Internationale de l'Automobile. 2024년 6월 27일. 2024년 6월 28일에 확인함.
32. ↑  “F1 2024 calendar revealed: Saturday night Grands Prix in Bahrain and Saudi Arabia to kick off record 24-race season”. 《Sky Sports》 (영어). 2023년 7월 8일에 원본 문서에서 보존된 문서. 2023년 7월 5일에 확인함.
33. ↑  Jackson, Kieran (2024년 2월 26일). “F1 2024 schedule: How many races are there this season?”. 《The Independent》 (영어). 2024년 2월 27일에 확인함.